# 集州 (辽朝)
集州，辽朝时设置州。
天显四年（929年）遼國迁渤海國百姓到辽东，设集州怀众军下刺史于奉集县（今辽宁省沈阳市陈相屯镇奉集堡），下辖奉集县、白云山縣（今辽宁省辽阳市小屯镇）。金朝得到集州，皇统三年（1143年）废集州为奉集县，属于贵德州。